# Dourdan
Dourdan és un municipi francès, situat al departament de l'Essonne i a la regió de Illa de França. L'any 2007 tenia 9.435 habitants.
Forma part del cantó de Dourdan, del districte d'Étampes i de la Comunitat de comunes Le Dourdannais en Hurepoix.

## Demografia

### Població
El 2007 la població de fet de Dourdan era de 9.435 persones. Hi havia 3.827 famílies, de les quals 1.343 eren unipersonals (535 homes vivint sols i 808 dones vivint soles), 982 parelles sense fills, 1.113 parelles amb fills i 389 famílies monoparentals amb fills.
La població ha evolucionat segons el següent gràfic:
Habitants censats

### Habitatges
El 2007 hi havia 4.283 habitatges, 3.957 eren l'habitatge principal de la família, 85 eren segones residències i 240 estaven desocupats. 1.769 eren cases i 2.403 eren apartaments. Dels 3.957 habitatges principals, 1.769 estaven ocupats pels seus propietaris, 2.047 estaven llogats i ocupats pels llogaters i 141 estaven cedits a títol gratuït; 335 tenien una cambra, 608 en tenien dues, 861 en tenien tres, 990 en tenien quatre i 1.163 en tenien cinc o més. 2.413 habitatges disposaven pel capbaix d'una plaça de pàrquing. A 2.026 habitatges hi havia un automòbil i a 1.075 n'hi havia dos o més.

### Piràmide de població
La piràmide de població per edats i sexe el 2009 era:
| Homes | Edats   | Dones |
| ----- | ------- | ----- |
| 4     | 95 o +  | 36    |
| 8     | 90 a 94 | 48    |
| 28    | 85 a 89 | 156   |
| 68    | 80 a 84 | 112   |
| 120   | 75 a 79 | 168   |
| 140   | 70 a 74 | 188   |
| 172   | 65 a 69 | 224   |
| 200   | 60 a 64 | 216   |
| 188   | 55 a 59 | 200   |
| 352   | 50 a 54 | 332   |
| 380   | 45 a 49 | 348   |
| 392   | 40 a 44 | 360   |
| 276   | 35 a 39 | 400   |
| 360   | 30 a 34 | 296   |
| 412   | 25 a 29 | 324   |
| 268   | 20 a 24 | 244   |
| 321   | 15 a 19 | 364   |
| 384   | 10 a 14 | 344   |
| 308   | 5 a 9   | 304   |
| 256   | 0 a 4   | 252   |

## Economia
El 2007 la població en edat de treballar era de 6.086 persones, 4.535 eren actives i 1.551 eren inactives. De les 4.535 persones actives 4.035 estaven ocupades (2.113 homes i 1.922 dones) i 500 estaven aturades (238 homes i 262 dones). De les 1.551 persones inactives 418 estaven jubilades, 633 estaven estudiant i 500 estaven classificades com a «altres inactius».

### Ingressos
El 2009 a Dourdan hi havia 4.047 unitats fiscals que integraven 9.698,5 persones, la mediana anual d'ingressos fiscals per persona era de 19.723 €.

### Activitats econòmiques
Dels 615 establiments que hi havia el 2007, 4 eren d'empreses extractives, 11 d'empreses alimentàries, 8 d'empreses de fabricació de material elèctric, 36 d'empreses de fabricació d'altres productes industrials, 56 d'empreses de construcció, 141 d'empreses de comerç i reparació d'automòbils, 13 d'empreses de transport, 43 d'empreses d'hostatgeria i restauració, 25 d'empreses d'informació i comunicació, 33 d'empreses financeres, 31 d'empreses immobiliàries, 101 d'empreses de serveis, 75 d'entitats de l'administració pública i 38 d'empreses classificades com a «altres activitats de serveis».
Dels 139 establiments de servei als particulars que hi havia el 2009, 1 era una oficina d'administració d'Hisenda pública, 1 gendarmeria, 1 oficina de correu, 8 oficines bancàries, 3 funeràries, 14 tallers de reparació d'automòbils i de material agrícola, 2 tallers d'inspecció tècnica de vehicles, 1 establiment de lloguer de cotxes, 2 autoescoles, 5 paletes, 7 guixaires pintors, 11 fusteries, 7 lampisteries, 12 electricistes, 4 empreses de construcció, 8 perruqueries, 2 veterinaris, 4 agències de treball temporal, 28 restaurants, 10 agències immobiliàries, 4 tintoreries i 4 salons de bellesa.
Dels 57 establiments comercials que hi havia el 2009, 1 era, 2 supermercats, 2 grans superfícies de material de bricolatge, 1 una botiga de més de 120 m², 7 fleques, 6 carnisseries, 3 peixateries, 4 llibreries, 11 botigues de roba, 6 botigues d'equipament de la llar, 1 una botiga d'equipament de la llar, 2 botigues d'electrodomèstics, 2 botigues de mobles, 2 botigues de material esportiu, 2 drogueries, 1 un drogueria, 1 una perfumeria i 3 floristeries.
L'any 2000 a Dourdan hi havia 10 explotacions agrícoles que ocupaven un total de 504 hectàrees.

## Equipaments sanitaris i escolars
El 2009 hi havia 1 hospital de tractaments de curta durada, 1 hospital de tractaments de mitja durada (seguiment i rehabilitació, 1 un hospital de tractaments de llarga durada, 1 centre d'urgències, 1 maternitat i 4 farmàcies.
El 2009 hi havia 2 escoles maternals i 4 escoles elementals. A Dourdan hi havia 3 col·legis d'educació secundària i 2 liceus d'ensenyament general. Als col·legis d'educació secundària hi havia 1.651 alumnes i als liceus d'ensenyament general 1.888.

## Poblacions més properes
El següent diagrama mostra les poblacions més properes.